# ماريا بوبوفا
ماريا بوبوفا (بالبلغارية: Мария Попова)‏ (مواليد 1984)، هي كاتبة من أصل بلغاري، مقيمة في الولايات المتحدة الأمريكية.

## من مؤلفاتها
- «Figuring» تسلط الكاتبة ماريا بوبوفا في كتابها عن البحث البشري الدائم عن الحقيقة وتعقيدات الحب ومحاولة فهم المعنى الرئيسي من الحياة بمختلف جوانبها وذلك من خلال عرض الكاتبة لتفسيرات وفلسفات العديد من العلماء مثل وتشارلز داروين وعالم الفضاء يوهانس كيبلر، الذي اكتشف قوانين حركة الكواكب والكتاب والفنانين مثل النحات هارييت هوسمر والنقاد المخضرمين مثل مارغريت فولر وغيرهم.

## وصلات خارجية
- Мария Попова в Twitter
- BrainPickings.org, блогът на Мария Попова
- „Maria Popova: why we need an antidote to the culture of Google“, интервю на Кати Суини в The Observer, 30 декември 2012
- Bruce Feiler, „She’s Got Some Big Ideas“, The New York Times, 30 ноември 2012